# Leucophenga
Leucophenga is een vliegengeslacht uit de familie van de Fruitvliegen (Drosophilidae).

## Soorten
- L. guttata Wheeler, 1952
- L. helvetica Bachli, Vilela & Haring, 2002
- L. hungarica Papp, 2000
- L. maculata (Dufour, 1839)
- L. maculosa (Coquillett, 1895)
- L. montana Wheeler, 1952
- L. neovaria Wheeler, 1960
- L. pulcherrima Patterson and Mainland, 1944
- L. quinquemaculata Strobl, 1893
- L. trisphenata Wheeler, 1952
- L. varia (Walker, 1849)